# Meck (Musikproduzent)
Meck (richtiger Name Craig Dimech, * 2. März 1981) ist ein englischer DJ und Musikproduzent. International bekannt wurde er Anfang 2006 mit einem Remix des Hits Thunder in My Heart (kam 1977 auf Platz 22 in UK) von Leo Sayer.
Meck machte sich zuerst als DJ einen Namen und stand u. a. 1999 unter den DJ MAG Top 100 DJs weltweit. Er siedelte Anfang der 2000er Jahre von seiner britischen Heimat nach Los Angeles um, wo er auch Chef der Produktionsfirma Free2Air Recordings wurde.
2005 stieß er beim Stöbern in einem Plattenladen in L. A. auf das Album Thunder in My Heart, das Leo Sayer im Jahr 1977 aufgenommen hatte. Beim Anhören bekam er die Idee, den Titelsong im Housestil zu remixen. Zusätzlich motivierte ihn dabei die Tatsache, dass Sayer und sein Partner Tom Snow das Lied seinerzeit in Los Angeles geschrieben und aufgenommen hatten. Er nahm Kontakt zu dem mittlerweile in Australien lebenden Leo Sayer auf und überzeugte ihn von der Idee, den Song noch einmal gemeinsam einzuspielen. Beide trafen sich in London.

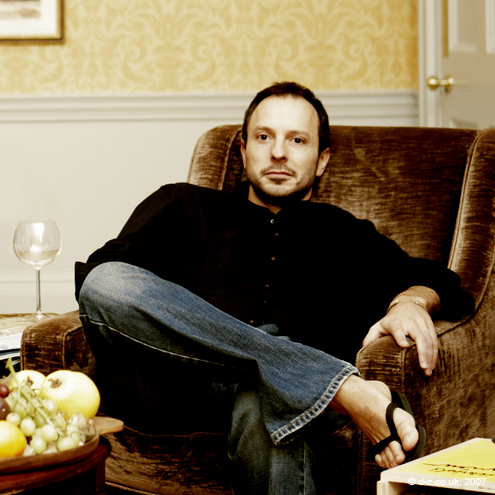
Craig Dimech

Ergebnis der Zusammenarbeit war die Single Thunder in My Heart Again. Das Lied wurde von DJs und Radiostationen sofort hoch gehandelt: Nach der Veröffentlichung im Februar 2006 stieg es auf Anhieb auf Platz 1 der britischen Charts ein und hielt sich dort zwei Wochen. Im Frühjahr 2007 wurde die zweite Single Feels Like Home veröffentlicht.

## Diskografie
- Thunder in My Heart Again (2006)
- Feels Like Home (feat. Dino, 2007; mit einem Sample aus „Don’t You Want Me“ von Felix)
- So Strong (2008; mit einem Sample aus „Hold That Sucker Down“ vom OT Quartet)
- Feels Like a Prayer (feat. Dino, 2010; Cover von Like A Prayer von Madonna, mit einem Sample aus Don’t You Want Me von Felix)